# A Switchback Railway
A Switchback Railway je britský němý film z roku 1898. Režisérem je Robert W. Paul (1869–1943). Film trvá necelou minutu a byl s úspěchem vydán brzy po svém vzniku.
Jedná se pravděpodobně o první film zachycující jízdu na horské dráze. První horská dráha na světě Switchback Railway byla otevřena v červnu 1884.

## Děj
Film zachycuje dva vozíky plné lidí, jak se pohybují po horské dráze Switchback Railway v New Yorku. Na konci je vidět, jak lidé z vozíků vystupují.